# Prawda

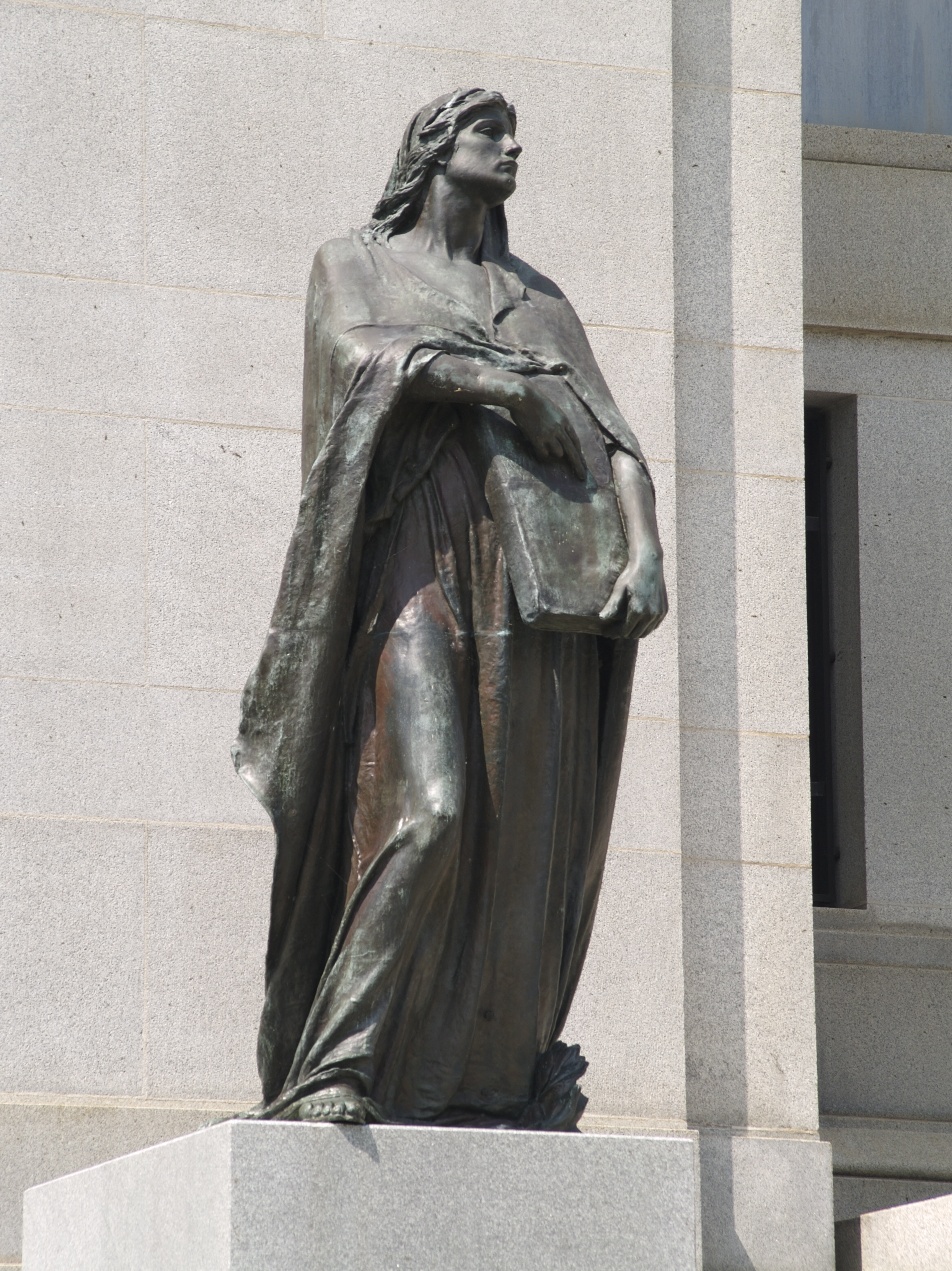
Walter Seymour Allward, Veritas, 1920

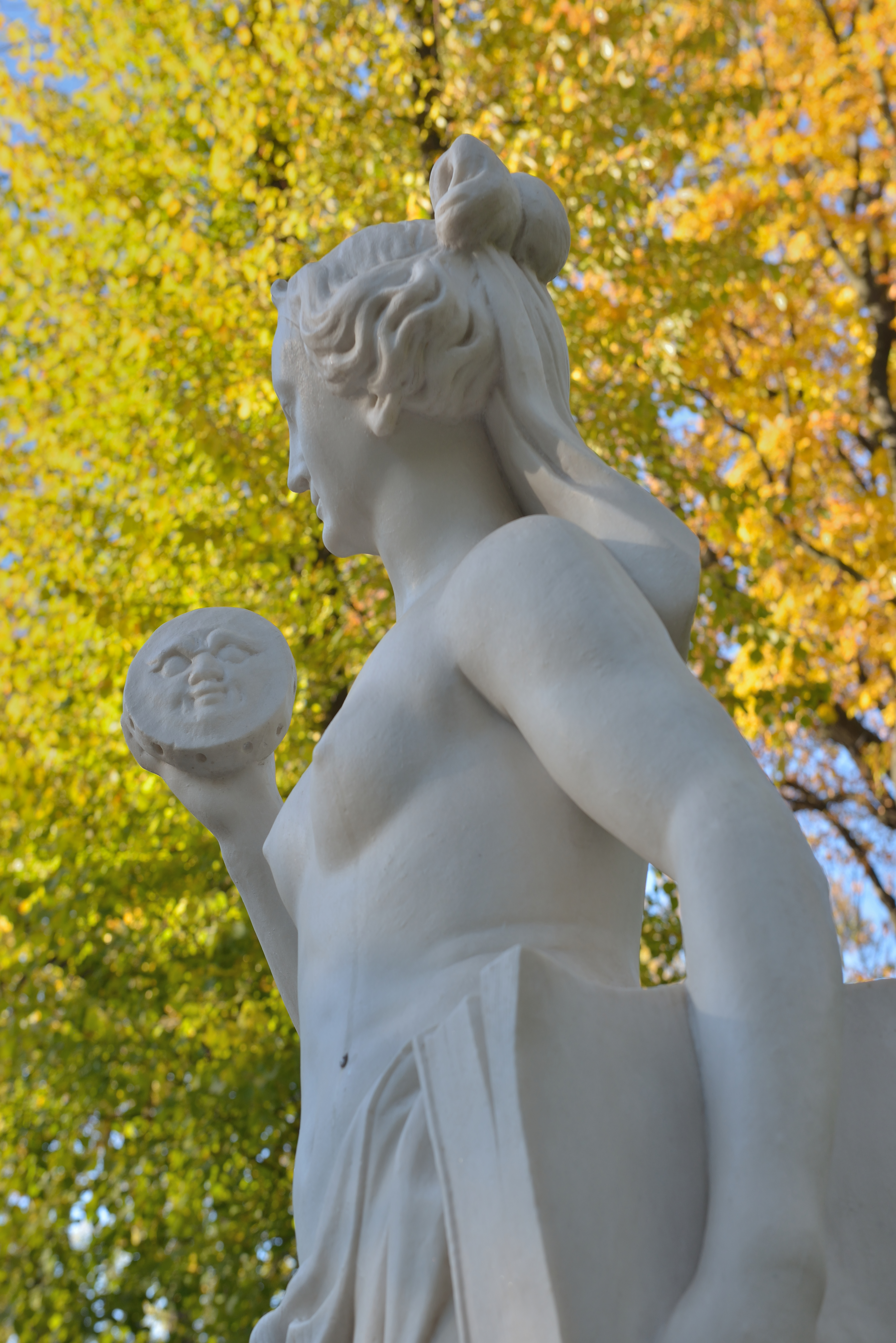
Alegoria prawdy, marmurowa rzeźba w Ogrodzie Letnim, Sankt-Petersburg

Prawda – według klasycznej definicji właściwość sądów polegająca na ich zgodności z faktycznym stanem rzeczy, których dotyczą. W potocznym rozumieniu jest to stwierdzenie w formie zdania oznajmiającego, wyrażone o określonym fakcie, tak jak ma czy miało to miejsce w rzeczywistości.

## Definicje
Problemem zdefiniowania tego pojęcia zajmowali się filozofowie od starożytności. Klasyczna definicja prawdy pochodzi od Arystotelesa i jest to zgodność sądów z rzeczywistym stanem rzeczy, którego ten sąd dotyczy.

### Definicja arystotelesowska (definicja klasyczna)
Arystoteles tak próbował przybliżać istotę prawdy w swojej Metafizyce:
Powiedzieć, że istnieje, o czymś, czego nie ma, jest fałszem. Powiedzieć o tym, co jest, że jest, a o tym, czego nie ma, że go nie ma, jest prawdą.
Definicja ta (zwana dziś korespondencyjną definicją prawdy) oznacza, że:
dane zdanie A jest prawdziwe wtedy i tylko wtedy, gdy stan faktyczny opisany przez zdanie A ma rzeczywiście miejsce,
tzn. zdanie „Ala ma kota” jest prawdziwe wtedy i tylko wtedy, gdy Ala rzeczywiście posiada jakiegoś kota.
Powyższe rozumienie prawdy prowadzi jednak do kilku trudności. Jedną z nich jest tzw. paradoks kłamcy. Bez względu na to, jaką z dwóch wartości logicznych przypiszemy jednemu z poniższych zdań:
Z1 = Z2 jest zdaniem prawdziwym,
Z2 = Z1 jest zdaniem fałszywym,
to, przy założeniu powyższej definicji prawdy, dojdziemy do wniosku, że zdaniu przysługuje inna (od założonej) wartość logiczna. 
Przez wieki filozofowie nie potrafili znaleźć definicji prawdy, która z jednej strony byłaby formalnie poprawna (nie prowadziłaby do sprzeczności), a z drugiej adekwatna, czyli bliska nieścisłemu, potocznemu rozumieniu słowa „prawda”.

### Definicja św. Tomasza
Klasyczna koncepcja prawdy jest najlepiej przedstawiona u św. Tomasza z Akwinu. Słowo „prawda” może być rozumiane trojako:
- metafizycznie – verum est id, quod est (prawdą jest to, co jest). Prawdziwe jest to, co istnieje. Prawda jest zamienna z bytem. Każda rzecz, o ile istnieje, jest prawdziwa. Prawda jest transcendentalium.
- teoriopoznawczo – veritas est adaequatio rei et intellectus. (Suma teologiczna I q16 a1 co) Prawda zachodzi wówczas, jeżeli to, co jest w naszym intelekcie, jest zgodne z rzeczywistością.
- logicznie – verum est manifestativum et declarativum esse. Wszystko, co wskazuje na prawdę, ukazuje ją, prowadzi do niej.

### Definicja Tarskiego
Jedna z takich prób została przedstawiona w XX wieku przez polskiego logika Alfreda Tarskiego, choć miała ograniczony zasięg – odnosiła się mianowicie wyłącznie do języków formalnych.
Tarski określił prawdę jako pewną cechę zdań, wyrażalną jednak w języku zewnętrznym (czyli w metajęzyku) wobec języka, w jakim wypowiadane są owe zdania. Definicja Tarskiego dla zdań języka angielskiego – wyrażona w języku polskim jako metajęzyku dla języka angielskiego – byłaby nieskończoną koniunkcją zdań typu:
- zdanie Grass is green jest prawdziwe wtedy i tylko wtedy, gdy TRAWA JEST ZIELONA;
- zdanie Jan loves Ania jest prawdziwe wtedy i tylko wtedy, gdy JAN KOCHA ANIĘ;
- zdanie Warsaw is the capital of Poland jest prawdziwe wtedy i tylko wtedy, gdy WARSZAWA JEST STOLICĄ POLSKI;

przy czym „wtedy i tylko wtedy” jest prawdziwościowym spójnikiem logicznym, natomiast zdania pisane dużymi literami są przekładem odpowiednich zdań języka angielskiego na zdania języka polskiego z zachowaniem (z dokładnością co do) ich ekstensji.
Antynomia kłamcy nie ima się tej definicji, gdyż zdanie „ja kłamię” byłoby zdaniem nie z języka polskiego, lecz właśnie z owego zewnętrznego języka, opisującego stan faktyczny i jako takie nie podlegałoby definicji Tarskiego.
Definicja Tarskiego odnosiła się jedynie do języków formalnych (do których język polski będący językiem naturalnym się nie zalicza) i była konstruowana nie tyle przez nieskończoną koniunkcję, co przez indukcję.

## Wartość prawdy
Neokantowska szkoła badeńska rozwijała koncepcję prawdy jako powszechnie obowiązującej wartości poznawczej. Prawda w tym ujęciu stanowi naczelną wartość poznania, a w szczególności poznania naukowego. Podstawowym nośnikiem wartości prawdy jest sąd w sensie logicznym. 

## Przeciwieństwo prawdy
- nieprawda
- postprawda[3]
- niedorzeczność
- bzdura
- kłamstwo
- fałsz

## Prawda w filozofii chrześcijańskiej
Chrześcijaństwo ma soteriologiczny pogląd na prawdę. W Ewangelii Jana Jezus powiedział:

Ja jestem drogą, prawdą i życiem: nikt nie przychodzi do Ojca, jak tylko przeze mnie.

W filozofii chrześcijańskiej prawda jest fundamentem wolności człowieka. Do współcześnie najlepiej znanych stwierdzeń zawartych w Nowym Testamencie, należą słowa:

Poznacie prawdę, a prawda was wyzwoli.